# Vlnatka krvavá

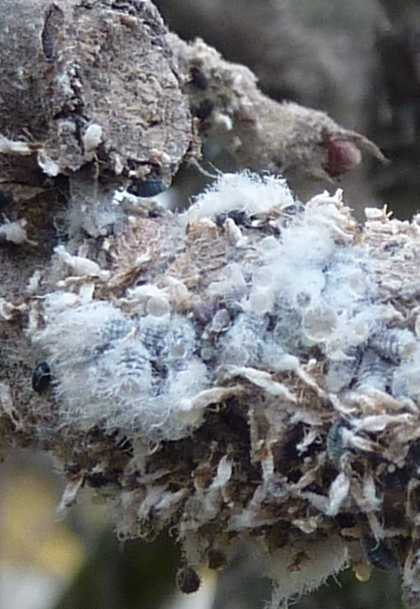

Vlnatka krvavá (Eriosoma lanigerum) je mšice poškozující rostliny sáním na listech a letorostech. Vlnatka krvavá je řazena do čeledě mšicovití (Aphididae), řádu polokřídlí (Hemiptera). Při přemnožení způsobuje deformace koruny, plodů, zmenšení velikosti plodů, a poškození vlnatkou krvavou významně podporuje sekundární infekce houbami (např. nektriová rakovina).

## Synonyma patogena

### Vědecké názvy
Podle Biolib je pro patogena s označením vlnatka krvavá (Eriosoma lanigerum) používáno více rozdílných názvů, například Aphis lanigera nebo Aphis lanigerum.

### České názvy
Někdy je pro patogena vlnatka krvavá (Eriosoma lanigerum) používáno označení mšice krvavá

## Zeměpisné rozšíření
Evropa, Severní Amerika

### Výskyt v Česku
Běžný druh.

## Hostitel
- jabloň
- skalník (Cotoneaster)
- hloh (Crataegus)
- hlohyně (Pyracantha)
- kdoulovec (Chaenomeles) a další druhy rostlin.

## Popis

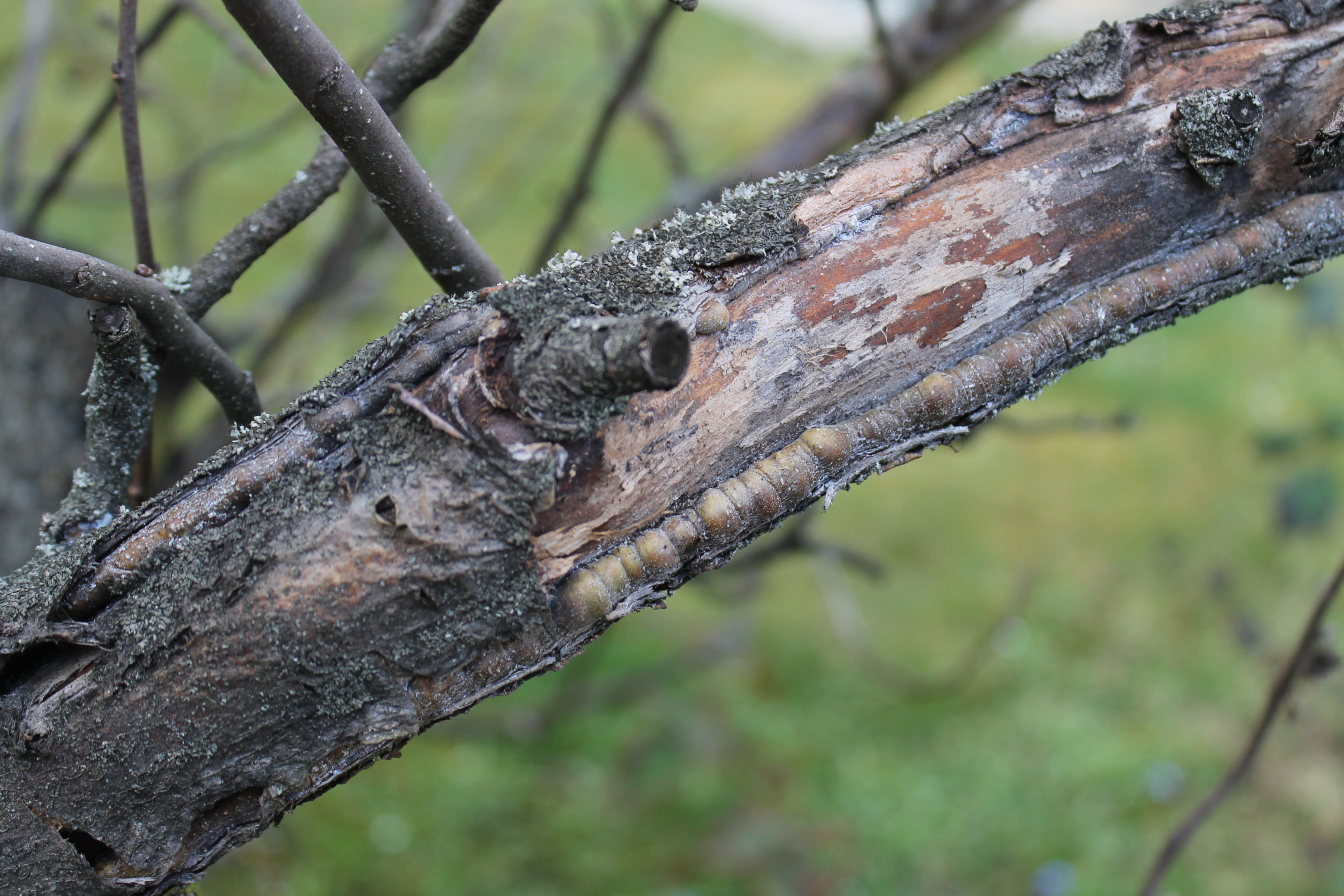
Letorost jabloně, zával v místě sání.

Bezkřídlé formy jsou velké asi 1,7 až 1,9 mm. Barva těla kolísá od rezavé k červenavě hnědé, narudlé až fialově červené. Tělo je pokryto voskovými vlákny. Okřídlené mšice jsou hnědočervené nebo narudlé. Samci jsou drobní.

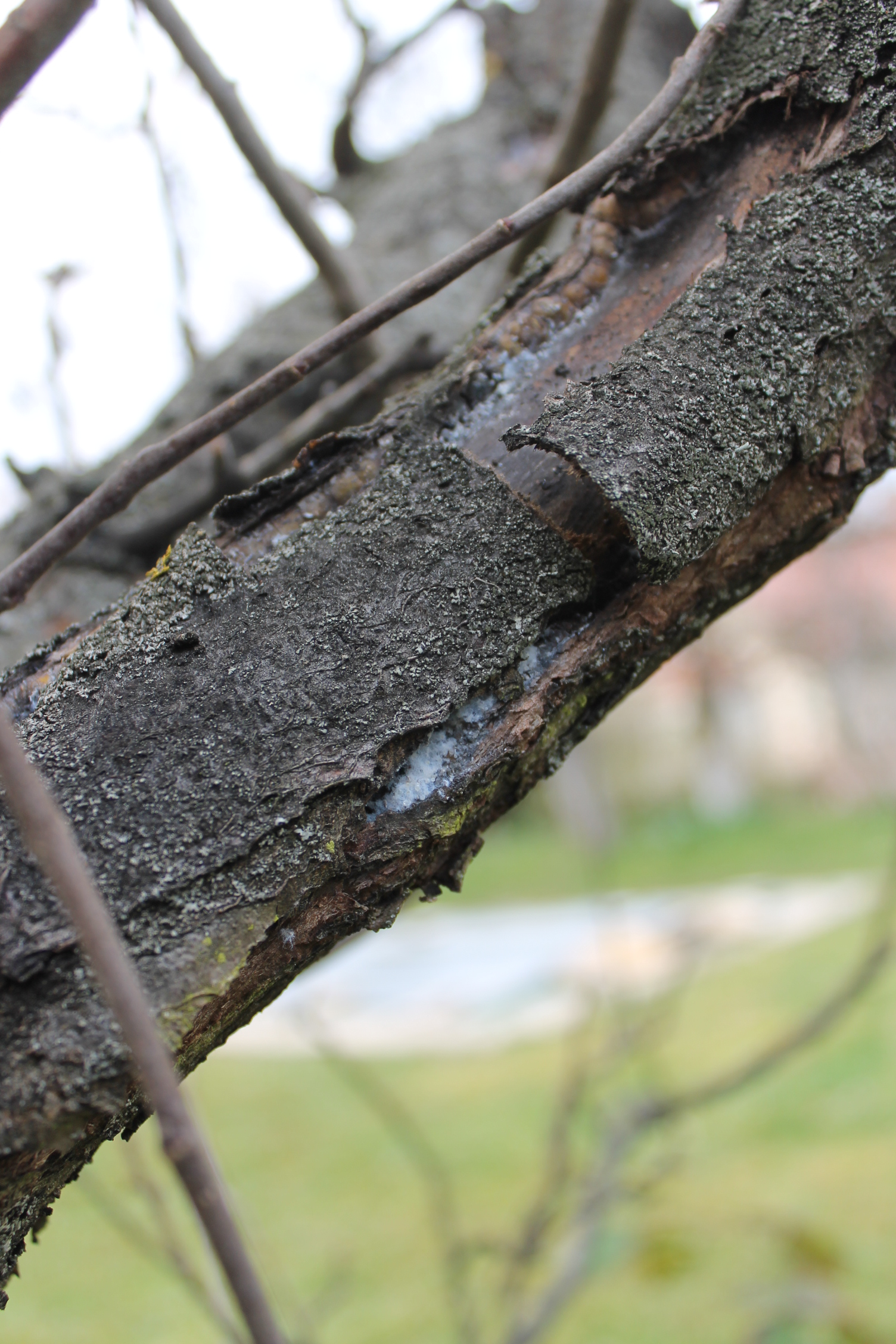
Mšice v prasklině borky, jabloň

## Příznaky
V létě na větvích a na starém dřevě jabloní husté bílé vločkovité povlaky. Povlaky pokrývají kolonie tmavých mšic. Po rozmáčknutí bílého chumáče se vytvoří červená „krvavá“ hmota. Na větvích a kořenech sání způsobuje deformace, rozmanitě utvářené nádorky. Pletiva se deformují a praskají, tvoří se množství mladých výhonů z adventivních pupenů, větve odumírají.

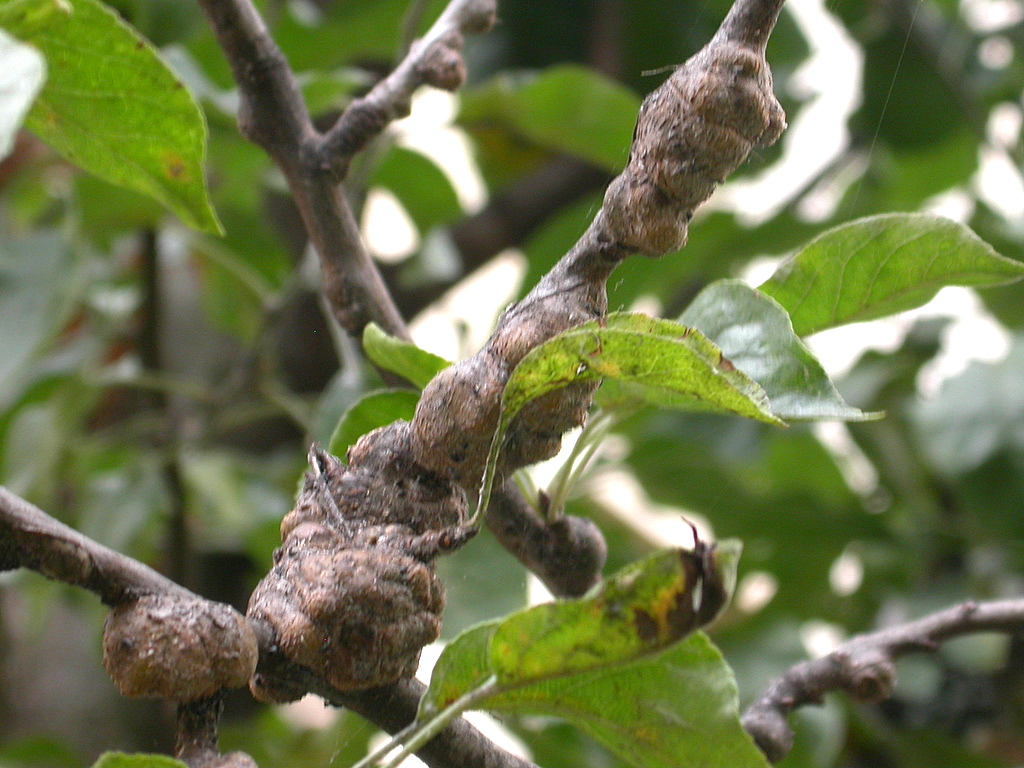
Nádorky chránící vlnatky, jabloň.

## Biologie
Přezimují nymfy v prasklinách borky na kmeni. Při sání se vyvíjí v bezkřídlé formy, během roku mají 10 generací. V červnu se vyvíjí okřídlení jedinci a přelétají na další stromy.

## Ekologie
Parky, sady, zahrady

### Patogenní organismy, predátoři
- vosička (Aphleinus mali)
- škvor (Forficula auricularia)
- slunéčka
- dravé ploštice
- larvy pestřenek

## Šíření
Okřídlení jedinci, pasivně transportem jedinců na oděvu nebo s částmi rostlin.

## Ochrana rostlin
Při chemickém ošetření se doporučuje používat pouze selektivní insekticidy šetřící užitečný hmyz a vůbec obecně podporovat predátory a parazity. Přemnožení může být omezeno řezem.

### Prevence
Zimní postřiky.

### Chemická ochrana
Doporučuje se do postřikové kapaliny přidat smáčedlo. Jabloně musí být přípravkem dokonale ošetřeny.
- Mospilan 20 SP
- Perfekthion
- Pirimor
- Aztec 140 EW

Jsou-li k dispozici plynové komory, je doporučena dezinfekce sazenic kyanovodíkem (kyanizací) nebo sirouhlíkem. 

### Biologický boj
Dobrých výsledků v boji proti mšici krvavé bylo údajně dosaženo biologickým způsobem boje. V sadech napadených mšicí krvavou byly rozmnožovány na této mšici parazitující lumčíci – vosička (Aphleinus mali), který klade vajíčka do těla mšice. 

### Agrotechnická opatření
Jakékoliv rány na jabloních mají být ošetřeny.